# Biosemántica
La biosemántica es un enfoque filosófico y científico de la mente que trata la capacidad de formar representaciones mentales como una función biológica específica heredada a través de la evolución. La biosemántica es la versión más sofisticada de los enfoques teleosemánticos de la mente. Está asociada con la filósofa estadounidense Ruth Millikan, quien forjó el concepto y desarrolló la metodología.
Millikan tenía especial interés en explicar los mecanismos de representación mental utilizando nociones biológicas que ella misma definió rigurosamente, como la de «función evolutiva» o la «condición normal».

## Etiología

### Etiología de las funciones biológicas

En el proceso de selección natural, las funciones biológicas son decisivas, ya que es por su función que un carácter biológico es favorable o no a la supervivencia de una línea.

El punto de partida de la biosemántica es pensar en las funciones desde un punto de vista evolutivo. Por tanto, el uso de la historia biológica es fundamental para la atribución de funciones naturales. Se trata de examinar lo que ha hecho un rasgo biológico en el pasado para contribuir a la supervivencia o reproducción de los ancestros del organismo que lo posee. Se trata entonces de caracterizar históricamente las funciones biológicas y dar una explicación «etiológico»: un rasgo presente en un organismo dado otorgó una ventaja evolutiva a sus ancestros que contribuyó al hecho de que el carácter se encuentre en la siguiente generación. Por tanto, una explicación de la existencia actual de este rasgo debe, en parte, referirse al pasado, donde jugó un papel favorable en la preservación del tipo biológico que estaba dotado de él.
Si desde un punto de vista evolutivo parece demostrado que un carácter biológico tiene la función natural de ejercer los efectos precisos gracias a los cuales pudo perpetuarse en el pasado, la biosemántica adopta la tesis más controvertida según la cual lo mismo es válido para representaciones mentales: un determinado estado o proceso cerebral de un determinado individuo tiene la función natural de  «representar» un determinado tipo de cosa (por ejemplo, un caballo) porque este estado o este proceso ejerció en la vida pasada de este individuo y en la de sus antepasados ciertos efectos favorables a su supervivencia en relación con el tipo de cosa en cuestión (el caballo), efectos gracias a los cuales el estado o proceso cerebral en cuestión podría perpetuarse. Según Claude Panaccio, este esquema explicativo sólo es válido para los conceptos aislados más simples, pero sería posible aplicar este tipo de explicación al mecanismo cognitivo general de formación de representaciones mentales. En efecto, tal mecanismo bien podría haber sido seleccionado de esta manera por la evolución.

### Especificidad de las representaciones mentales
La biosemántica postula que una representación mental es una función biológica de ciertos organismos que contribuyó a la supervivencia de sus antepasados, como otras funciones biológicas. Pero para Ruth Millikan, si la representación fuera una simple cuestión de funciones biológicas, invadiría todos los aspectos del mundo vivo. En efecto, todos los organismos vivos están llenos de caracteres que incluyen tales funciones, desde los microorganismos hasta los seres vivos más complejos. Sin embargo, la mayoría de estos caracteres por sí solos no pueden representar nada. Ni la membrana plasmática de la célula ni siquiera el ojo humano representan nada por sí solos. Pueden funcionar o funcionar mal, pero no pueden representar o  «falsificar» (representar erróneamente) un aspecto de su entorno.
Para Millikan, los caracteres que funcionan para representar algo constituyen sólo una pequeña subclase de caracteres biológicos. La tarea que asigna entonces a la biosemántica es buscar en la naturaleza comportamientos característicos que impliquen representaciones y, a partir de ahí, mostrar lo que éstas tienen en particular en relación con otras funciones biológicas. Si se puede caracterizar  adecuadamente la representación de esta manera, la teoría darwiniana de la evolución por selección natural debe, a su vez, explicar cómo ciertas representaciones, en lugar de otras, se mantienen en nuestros sistemas de creencias para ser consideradas verdaderas.

## Programa de naturalización

### Problema de intencionalidad
El principal proyecto de la biosemántica es explicar cómo los estados mentales pueden llegar a representar el mundo; por ejemplo, explicar cómo nuestras creencias pueden representar las cosas o situaciones en las que creemos. El término «intencionalidad» se utiliza para describir la forma que tienen ciertos sistemas cognitivos (como los complejos cerebros de los mamíferos) de relacionarse con los estados del medio ambiente y, por tanto, de representarlos. Implica una forma de «normatividad» que corresponde, para una representación, a la posibilidad de ser evaluado como «verdadera» o «falsa», y de formar parte de una cadena de justificaciones. En esto, la intencionalidad parece distinguirse de los fenómenos estrictamente naturales que se rigen por una causalidad física más que por reglas normativas.

### Funcionalismo y teleosemántica
Si la intencionalidad se rige por normas es porque tiene propiedades que difieren de las de otros fenómenos naturales, puramente fácticos. Pero el naturalismo que suscribe la biosemántica implica que la intencionalidad no puede ser un fenómeno no natural específico; debe explicarse mediante propiedades naturales. El programa de naturalización de la intencionalidad propuesto por la biosemántica consiste precisamente en analizar la normatividad de las representaciones y la intencionalidad como una propiedad relacional compleja perfectamente natural.
Según este enfoque, las normas no describen hechos sino funciones que deben realizarse. Las representaciones mentales, en la medida en que son normativas, tienen funciones naturales que cumplir, en relación con las cuales se puede evaluar su conformación o disfunción. Corresponde entonces a la teleosemántica definir estas funciones y describir la forma en que se ejercen. El estatus de las representaciones, desde este punto de vista, es comparable al de una herramienta o una máquina: como ellos, tienen una finalidad o una meta. Sin embargo, a diferencia de las herramientas, la existencia de funciones naturales no surge de un diseño (humano o divino) sino de procesos mecánicos ciegos como la selección natural.

### Análisis de la comunicación animal

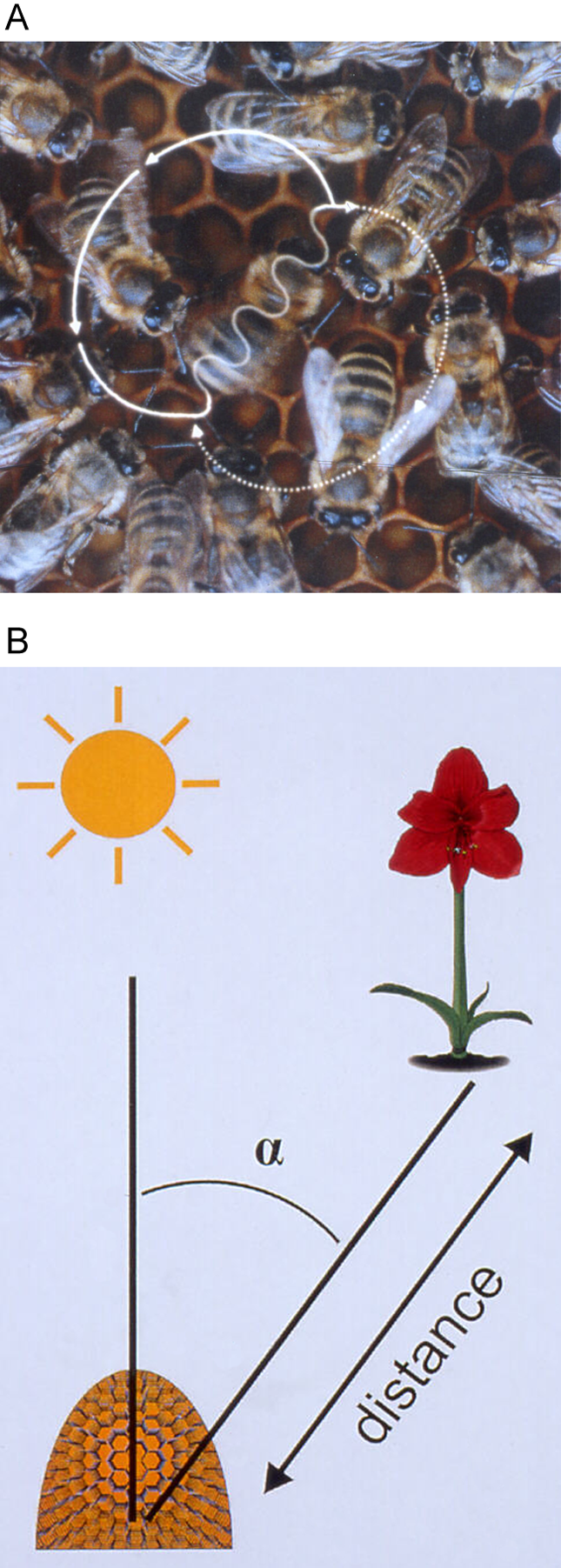
La danza de las abejas permite localizar el néctar en función de muchos parámetros como la distancia o el ángulo de ubicación del néctar con relación al sol.

Para lograr el programa de naturalización de la intencionalidad, Millikan buscó una explicación de la intencionalidad en casos más simples que la cognición humana. Las señales emitidas por ciertos animales proporcionan buenos ejemplos de formas primitivas de intencionalidad en la naturaleza. En este sentido, la danza de las abejas (un conjunto de movimientos codificados realizados para señalar la ubicación de una fuente de néctar) es uno de los ejemplos favoritos de Millikan. Constituye un caso intermedio entre los fines ciegos (propósitos) propios de las funciones biológicas y la intencionalidad compleja que caracteriza la representación humana.  En el caso de las abejas, las danzas funcionan como representaciones y pueden servir como modelo para comprender las representaciones mentales.

## «Sistema productor» y «sistema consumidor»
Una de las principales aportaciones de la biosemántica de Millikan reside en el análisis de los propios sistemas representacionales. La distinción entre sistema «productor» y sistema «consumidor» debería permitir explicar qué hace que las representaciones mentales sean específicas en relación con otras funciones biológicas.

### Producción y consumo
Según Millikan, los sistemas cognitivos siempre se dividen entre dos subsistemas que son:
1. el mecanismo «productor» de la representación, que cumple una función de transmisión de información;
2. el mecanismo «consumidor» de la representación, que utiliza esta representación para realizar una acción.[7]

La función del mecanismo productor es producir una representación que constituye información sobre el entorno capaz de desencadenar (en «condiciones normales») un comportamiento característico, mientras que el mecanismo consumidor tiene la función de producir este mismo comportamiento cuando la información en cuestión ha sido correctamente percibida. Dado que el contenido de una representación está determinado por el uso que se hace de ella, el mecanismo del consumidor es decisivo.
El ejemplo de las abejas es característico aquí: el mecanismo productor tiene la función de producir una danza correspondiente a la ubicación del néctar, mientras que el mecanismo consumidor tiene la función de transportar a la abeja al lugar indicado por la danza. La función del sistema de representación considerado globalmente consiste entonces en encaminar a las abejas hacia el néctar.

### Internalización de sistemas
Para aplicar esta idea a las representaciones mentales, Millikan integra estos dos mecanismos (productor y consumidor) dentro de un mismo individuo: la representación tiene lugar dentro de un único sistema cognitivo compuesto por un sistema productor y un sistema consumidor, sirviendo las representaciones como información producida por el primero y utilizada por el segundo. Si en el caso de las abejas los sistemas productor y consumidor operan en organismos diferentes (no es la misma abeja que baila que la que recibe la información), la cognición misma implica que estos dos sistemas se ubican dentro de un mismo organismo. Entonces se internaliza el contenido informativo de la representación. Pero en ambos casos se aplica la misma distinción.
Esta concepción de la representación tiene notables consecuencias en la filosofía del lenguaje. De hecho, ofrece una nueva forma de describir el significado de los elementos lingüísticos, en particular colocándolos en su contexto ambiental natural. También nos permite comprender el vínculo entre significado y comportamiento y actualiza el antiguo eslogan «el significado es el uso».

## «Funciones evolutivas» y «condiciones normales»
La «función evolutiva» de un organismo se refiere a la característica biológica que causalmente permitió que se seleccionaran organismos del mismo tipo. Las «condiciones normales» son las condiciones en las que la posesión de esta característica por parte de un organismo le ha dado una ventaja evolutiva y que aún continúan haciendo operativa esta función. Estos son dos conceptos centrales de la biosemántica.

### Dos conceptos evolutivos
La biosemántica de Millikan es evolutiva. Concibe la representación desde el punto de vista de la evolución en dos niveles:
1. a nivel funcional: los organismos y sus partes tienen funciones evolutivas, determinadas por los efectos positivos que estos mecanismos produjeron en la supervivencia y reproducción de sus antepasados;
2. a nivel de condiciones ambientales: ciertas condiciones calificadas como «normales» son necesarias para el desempeño exitoso de estas funciones evolutivas.

Millikan da al término «normal» un significado técnico que difiere de su significado habitual. La condición normal para el desempeño de una función corresponde a las condiciones ambientales específicas que estuvieron presentes durante la evolución y que fueron sistemáticamente asociadas con el cumplimiento de esta función. Es muy posible que estas condiciones sólo se den muy raramente y, por lo tanto, no sean estadísticamente normales (por ejemplo, ciertos rasgos biológicos de las plantas en el desierto de Atacama solo son adecuados para la lluvia, lo cual ocurre en promedio una vez por siglo).
El contenido de la representación no se basa directamente en la función de los sistemas consumidores, sino en las condiciones normales de su funcionamiento, es decir, en las condiciones que permiten a los sistemas consumidores cumplir sus funciones.

### Condiciones normales y contenido de la representación
La biosemántica distingue entre las funciones evolutivas que caracterizan la representación como tal y las condiciones ambientales que definen el contenido de la representación. Las primeras tienen un carácter normativo y pueden ser correctas o incorrectas, mientras que las segundas son fácticas y constituyen un aspecto de la realidad física. Para que una representación sea verdadera o auténtica, su contenido debe coincidir con las condiciones ambientales requeridas para que el sistema funcione como la selección natural pretendía que funcionara.

Ilustración esquemática de la «danza de las abejas» y su papel en la comunicación de información.

Mientras que la naturaleza de una representación mental está determinada por el uso que se hace de ella, el valor de verdad de su contenido está determinado por determinadas condiciones ambientales que responden favorable o desfavorablemente a ese uso. En otras palabras, el sistema consumidor (el que recibe la información) «supone» que el mundo es de una u otra manera, en el sentido de que su actividad requiere que el mundo sea de una u otra manera, para tener éxito. Por lo tanto, el sistema consumidor actúa de acuerdo con la información que se le comunica, como si esa información le describiera el modo en que es el mundo. 
El sistema representacional incluye así tres aspectos determinantes:
1. la producción y el consumo de la representación;
2. la respuesta característica del consumidor seleccionada durante la evolución;
3. las condiciones normales específicas que definen el contenido de la representación.

En el caso relativamente simple de la danza de las abejas, este sistema se puede ilustrar de la siguiente manera:
1. Danza de las abejas. Por ejemplo, dos ondulaciones a 45 ° de la vertical.
2. Vuelo hacia un objetivo. Por ejemplo, vuelo de 60 segundos a 45 ° de la dirección del sol.
3. Presencia de néctar a 200 metros al suroeste (contenido de la representación).

## Ejemplo de una forma primitiva de intencionalidad
Ciertas bacterias que viven en lagos y océanos contienen orgánulos (magnetosomas) compuestos por cristales de magnetita que son la fuente de sus propiedades magnéticas. El campo magnético local actúa sobre el magnetosoma de estas bacterias como las agujas de una brújula, dirigiendo así sus movimientos según las líneas de flujo del campo magnético terrestre. Estas bacterias acuáticas se denominan entonces «magnetotácticas»: su mecanismo de natación tiene como objetivo transportarlas en la dirección indicada por su magnetosoma. Las bacterias magnetotácticas nadan en dirección al polo más cercano, el norte magnético, por ejemplo, en el hemisferio norte. Pero además de apuntar en dirección al polo magnético, el campo magnético también apunta hacia abajo, ya que las líneas de flujo descienden hacia el interior de la Tierra. De este modo, las bacterias se mantienen alejadas del agua rica en oxígeno que se encuentra en la superficie del mar o de los lagos y que es tóxica para ellas.
Por tanto, la orientación de los magnetosomas no representa la dirección del polo magnético sino la del agua empobrecida en oxígeno. En términos evolutivos, el mecanismo de natación magnetotáctica sólo funcionó con éxito en el pasado, asegurando la supervivencia y reproducción de las bacterias (y, por tanto, del mecanismo mismo), cuando su magnetosoma apuntaba en esa dirección. Así que es precisamente el agua desoxigenada la que está siendo indicada.  Y cuando los magnetosomas indican accidentalmente la dirección del agua rica en oxígeno (debido, por ejemplo, a una turbulencia térmica), están haciendo algo mal e indican algo incorrecto (en este caso, la presencia de agua pobre en oxígeno). Así, el magnetosoma de estas bacterias desempeña, a un nivel ciertamente primitivo, una función normativa que es la de representar. Desde una perspectiva biosemántica, se trata de un caso de intencionalidad simple que podría proporcionar un modelo explicativo de las formas más complejas de intencionalidad que se encuentran en la cognición animal y humana.

### En inglés
- Ruth Millikan, Langage, Thought and Other Biological Categories. New Fondation for Realism, MIT Press, 1984.
- Ruth Millikan, «Biosemantics», en White Queen Psychology and Other Essays for Alice, MIT Press, 1993.
- Ruth Millikan, «On Swampkinds», en Mind and Langage, 11 (1), 1996.
- David Papineau, Philosophical naturalism, Basil Blackwell, 1993.

### En francés
- Élisabeth Pacherie, Naturaliser l'intentionnalité : essaie de philosophie de la psychologie, PUF, 1993.
- Joëlle Proust, «Fonctions et causalité», en Intellecta, 2, 21, 1995.
- Joëlle Proust, Comment l'esprit vient aux bêtes, Gallimard, 1997.
- François Athané, Édouard Machery et Marc Silberstein (dir.), Matière première. Revue d'épistémologie et d'études matérialistes, vol. n° 1: «Nature et naturalisation», Syllepse, coll. «Matériologiques», 2006.

- Datos: Q25111878